# Lin Zexu

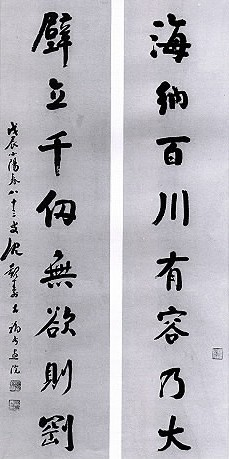
Cal·ligrafia de Lin Zexu

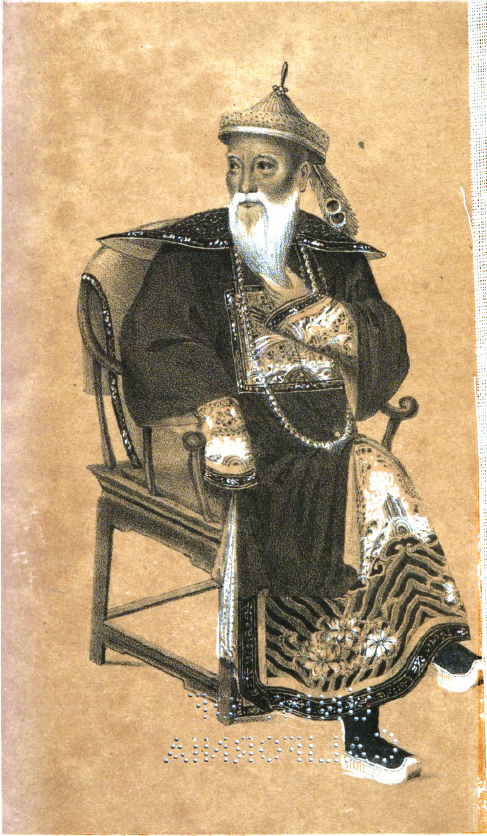
Retrat de Lin Zexu

Lin Zexu (xinès tradicional: 林则徐; xinès simplificat:  林则徐; pinyin: Lín Zéxú; nom de cortesia:  元抚 -Yuanfu-) (Houguan 1785 - Chaozhou 1850). Erudit xinès, polític i funcionari del govern de l'Emperador Daoguang de la Dinastia Qing. Especialment conegut pel seu paper durant la primera guerra de l'Opi.

## Biografia
Lin Xexu va néixer el 30 d'agost de 1785 a Houguan - actual Fuzhou, província de Fujian, Xina.   El seu pare, Lin Binri (林賓日), va exercir com a funcionari sota el govern Qing. La seva família provenia d'un clan de terratinents en decadència, i diverses generacions de la família havien superant la fallida , preparant-se per a l'examen de serveis civils. Lin Binri va sotmetre els seus fills a la mateixa preparació amb l'esperança de reviure la fortuna familiar. Lin Zexu era el segon fill de la família. Havia començat a estudiar els clàssics quan tenia tres anys i de petit, ja era "inusualment brillant".Als 12 anys, va aprovar l'examen a nivell de comtat. Als 20 anys va assolir el nivell de juren (舉人) en els exàmens imperials a nivell provincial i als 26 anys, el 1811, va aprovar l'examen a nivell metropolità en el seu tercer intent, va obtenir el grau de Jinshi avançat (進士) a l'examen imperial, i el mateix any va ser admès a l'Acadèmia Hanlin. També va ser membre del Xuannan Poetry Club.

#### Primers anys
Malgrat les oportunitats d'enriquiment personal, la modesta educació de Lin Zexu el va conduir cap a una carrera d'excepcional honestedat burocràtica. Durant els vint-i-cinc anys previs a la seva intervenció en la crisi de l'opi, va ser valorat per la seva incansable dedicació al servei públic, abordant qüestions com la persecució de pirates, la reparació de preses, la mitigació de les inundacions i la gestió de l'impost sobre la sal. La seva incorruptibilitat li va valer el sobrenom de "Lin Qingtian" (Lin Clar com el Cel), i estava impulsat per un profund compromís per alleujar el sofriment de la població, sentint com si "el seu cor estigués en flames, el seu fetge sent apunyalat" quan va presenciar la seva angoixa.

#### Carrera professional
Quan tenia 21 anys li van oferir el càrrec de Secretari del Ministeri de Defensa a la ciutat de Xiamen. El 1811 va anar a Pequín per examinar-se pel nivell de jinshi (進士) que va assolir desprès d'haver suspès dues vegades. El 1816 quan tenia 31 anys, Lin va ser enviat a Wuzhang, a Hubei, com a examinador en cap per supervisar l'examen escolar provincial. Era tan estricte que molts candidats que havien intentat subornar els funcionaris dels exàmens van suspendre els seus exàmens i, en canvi, molts candidats pobres i intel·ligents van aprovar i van aconseguir l'èxit. Va ser la primera vegada que els pobres van tenir l'oportunitat de tenir èxit; abans del nomenament de Lin com a examinador en cap, molts candidats pobres van suspendre perquè no es podien permetre subornar els funcionaris o comprar exàmens venuts al mercat a preus exorbitants. L'actuació de Lin li va guanyar una bona imatge als ulls de la gent, però va ofendre els funcionaris corruptes.
Durant les inundacions a Jiangsu, l'any 1831 Lin va ser nomenat supervisor dels sistemes de drenatge.  Durant aquell any, una greu inundació i la fam es van fer estralls a Jiangsu. Els agricultors van organitzar una protesta i més de cent mil agricultors van acudir amb els seus changkol (aixada)  i altres eines agrícoles per manifestar-se contra la ineficiència del govern. El superior de Lin va defensar l'ús de la força per reprimir els agricultors, però Lin va suggerir adoptar una línia de persuasió més suau reduint el lloguer, ajudant els agricultors i castigant els comerciants acaparadors. Les seves tàctiques van donar fruit i els agricultors van tornar a casa satisfets. Aquest va ser el primer èxit de la seva carrera.
Quan Lin tenia 35 anys, va ser enviat com a supervisor a un altre comtat de Hubei. Allà, les seves accions van ofendre un general local poderós i sense escrúpols que estava involucrat en la pirateria i sovint maltractava els vilatans. Com a Governador de Fuzhou, va procedir a denunciar els errors d'aquest general a l'emperador.
Als 36 anys, Lin va ser ascendit a director executiu de tres ciutats. Va ajudar les tres ciutats no només a resoldre els problemes de les inundacions i altres desastres naturals, sinó que també va frenar la corrupció i l'estil de vida decadent a les ciutats. Va tancar cases de joc i bordells i va castigar els que es dedicaven a aquestes activitats. Era molt respectat per la gent corrent, però ofenia els funcionaris corruptes que volien guanyar diners. Més tard va ser ascendit al càrrec de governador de Hunan i Guangdong.
En els seus diversos càrrecs, va erradicar constantment la corrupció, consolidant la seva reputació com a administrador. La seva honestedat i rectitud li van valer el llegendari nom de 包青天 (Bao Qing Tian), el sobrenom que va rebre el politic xinès Bao Zheng, el jutge més popular i incorruptible de la dinastia Song.

## La Guerra de l'Opi
Durant el regnat de l'emperador Daoguang es va produir entre els membres de la Cort un debat rigorós sobre el tema de la prohibició de l'opi i de les seves conseqüències, amb tres tendències:
Els partidaris de la legalització (Ruan Yuan, Deng Tingzhen i Xu Naiji) moguts per raons econòmiques i comercials, volien promoure la legalització de la droga davant la impossibilitat de frenar-ne el contraban; en aquest sentit Xu Naiji proposà que per disminuir la fuga de divises fora de la Xina i per incrementar els ingressos de l'Estat calia gravar el comerç amb taxes importants, potenciar l'intercanvi de mercaderies i no de diners, obligant els comerciants estrangers a comprar mercaderies xineses (te, seda, porcellana, cotó i altres)  i com a màxim prohibir-ne el consum a lletrats, militars i funcionaris. Altres també volien fomentar el cultiu domèstic per reduir la dependència de les importacions.
Els partidaris de no fer cap mena de reglamentació[: creien que calia esperar i que els contrabandistes deixarien d'actuar i els partidaris de la prohibició rigorosa , entre ells, Lin Zexu, molt conscients de la problemàtica de la moral i salut pública, de l'erosió dels valors familiars que genera l'addicció, i també de la fuga de divises, i que per tant que calia atacar directament els consumidors (fàcilment identificables) amb la pena de mort. A nivell més polític pensaven que d'alguna forma l'opi representava el símbol de l'agressió d'Occident.

#### Alt Comissari Imperial

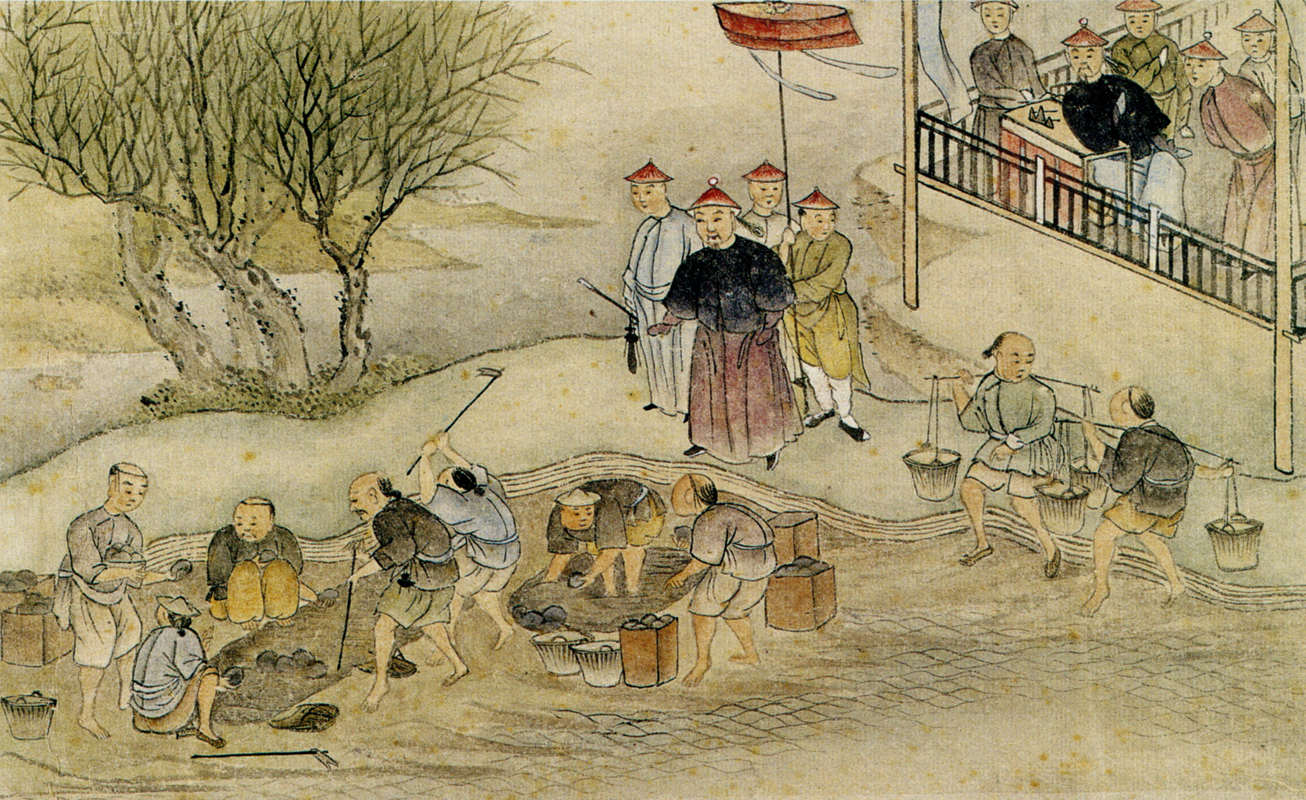
Pintura representant Lin Zexu en el procés de destrucció de l'opi

L'any 1838 l'emperador Daoguang va nomenar Lin Zexu com Alt Comissari Imperial a Guangdong (Canton), -unic port on els xinesos permetien l'actuació dels occidentals- amb poders per posar fi a les importacions. Lin va confiscar tots el productes emmagatzemats als ports, va destruir 20.291 caixes (aproximadament unes 1.200 tones) i va arrestar 1.600 persones. El mes de juny va confiscar 20.000 caixes de les factories estrangeres, va arrestar comerciants i va fer cremar opi per valor de 9 milions de dòlars, amb les corresponents pèrdues dels comerciants anglesos.En aquest marc de tensió, el mes de juliol es va produir l'incident de Kowlon, on un grup de mariners britànics i americans desembarquen a Cien-sha-tsui (Tsim sha Tsui) que acaba amb actes vandàlics i la mort d'un home. Amb el pretext que a la Xina no hi ha un sistema jurídic constituït amb validesa internacional, les autoritats britàniques opinen que els mariners només poden ser jutjats per jutges britànics i refusen de lliurar-los a les autoritats xineses.

##### Carta a la Reina Victòria

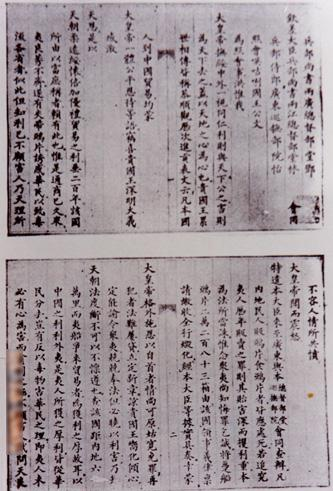
Carta de Lin Zexu a la Reina Victòria

Les tensions es van anar incrementant amb més incidents i en aquest punt del conflicte Lin, el 15 de juny de 1840 lliurà una carta al capità anglès Warner, dirigida a la reina Victoria, demanant-li que aturi el tràfic d'opi. La carta no arribà a mans de la reina; algunes fonts indiquen que es va perdre durant el transport i altres que Warner la va donar al diari The Times, que la va publicar. Entre altres Lin,va argumentar que la Xina estava proporcionant a Gran Bretanya productes valuosos com ara te, porcellana, espècies i seda, i Gran Bretanya només enviava "verí" a canvi. La carta entre altres coses deaia " Trobem que el vostre país dista seixanta o setanta mil li de la Xina. El propòsit dels vostres vaixells en venir a la Xina és obtenir un gran benefici. Com que aquest benefici s'obté a la Xina i en realitat es pren del poble xinès, com poden els estrangers retornar el benefici que han rebut enviant aquest verí per perjudicar els seus benefactors? i "'l'assassí d'una persona és susceptible de mort; imagineu-vos quanta gent ha matat l'opi! Aquesta és la raó darrere de la nova llei que estipula que qualsevol estranger que porti opi a la Xina serà condemnat a mort per forca o decapitació. El nostre objectiu és eliminar aquest verí d'una vegada per totes, en benefici de tota la humanitat."

##### Tractat de Nanjing
Com a resposta, el superintendent anglès a Canton, Charles Elliot, va ordenar el bloqueig de la badia amb una intervenció naval i va destruir més de 25 embarcacions xineses. Lin va pressionar el govern portuguès a Macau perquè expulsés els britànics. Les forces britàniques van ser derrotades repetidament en les seves batalles a la regió de Canton. Lin  es va preparar per a la guerra contra una possible invasió britànica. Els britànics van navegar cap al nord per atacar les províncies de Jiangsu i Zhejiang. Els governadors d'aquestes dues províncies, però, no van fer cas d'un avís de Lin  i no estaven preparats. La força naval britànica va desembarcar fàcilment a Dinghai, inclòs el vaixell de guerra de vapor "Nemesis" de la Companyia Britànica de les Índies Orientals.  Els anglesos finalment va derrotar els xinesos utilitzant vaixells i armes molt superiors tecnològicament. Arran de la derrota els xinesos van ser obligats a la signatura d'un tractat amb els anglesos. L'agost de 1842 van signar el Tractat de Nanjing. Com a resultat del tractat, el monopoli comercial dels cohong a Guangzhou va ser abolit i els xinesos van establir nous aranzels  i pagar una indemnització de 20 milions de dòlars de plata. A més, vuit ports xinesos, inclosos Guangzhou, Xiamen, Fuzhou, Ningbo i Shanghai, es van obrir als comerciants de les potències occidentals i se'ls van donar drets extraterritorials exempts de les lleis xineses, i Hong Kong va ser cedit a Gran Bretanya. En conseqüència, el comerç d'opi va continuar a la Xina. Els nacionalistes del segle xx van considerar el 1839 l'inici d'un segle d'humiliació, i molts historiadors el consideren el començament de la història moderna de la Xina.

## Exili
Després d'aquesta derrota, i a causa de la corrupció dins de l'administració imperial, Lin Zexu va ser utilitzat com a boc expiatori per aquestes pèrdues i les seves actuacions qüestionades dins de la Cort imperial. Com a càstig, va ser exiliat a la remota regió d'Ili a Xinjiang. El seu càrrec va ser assignat al príncep manxú Qishan el setembre de 1840, que va continuar les negociacions amb el superintendent anglès  Elliot; però les negociacions tampoc van avançar i Qishan va ser cessat i Elliot substituït per Henry Pottinger.
Lin va acceptar el seu exili i va escriure "El mar accepta les aigües de cent rius; la seva tolerància es reflecteix en la seva grandesa. El penya-segat s'eleva fins a mil rens".
Durant la seva estada a Xinjiang, Lin Zexu va ser el primer erudit xinès en estudiar i registrar diversos aspectes de la cultura musulmana amb molta presència a la província.

## Rehabilitació i llegat
El govern dels Qing finalment va rehabilitar Lin Zexu, considerat com un funcionari de rara virtut i capaç de gestionar moltes situacions difícils. El 1845, va ser nomenat governador general de Shaanxi (Shaanxi-Gansu) i el 1847, governador general de Yungui (Yunnan-Guizhou). Aquests càrrecs eren menys prestigiosos que el seu càrrec anterior a Canton, i la seva carrera mai es va recuperar completament dels revessos. Es va convertir en un símbol de la lluita contra l'opi, amb la seva imatge exhibida en desfilades i els seus escrits citats amb aprovació pels reformadors antiopi i antidroga.
La importància de Lin va més enllà de la seva carrera. Va pertànyer a un petit però influent grup de funcionaris i acadèmics reformistes, l'eslògan dels quals era "trobar en l'antiguitat la sanció per a la reforma actual". Aquesta "escola d'arts de govern" va ser pionera en la recopilació d'informació pràctica per al seu ús en el govern de molts temes, incloent-hi la geografia i el coneixement de la història de països estrangers. Tanmateix, quan Lin, tot i ser un dels homes més experimentats i millor informats de la seva època, quan va anar a Canton, no va valorar les reaccions de les potencies estrangeres. Simplement es va basar en els precedents de generacions de funcionaris que en la lluita amb les tribus de l'Àsia Central havien basat la seva estratègia en enfrontar-les entre si, deixant de banda les consideracions comercials.  Lin no va comprendre la importància de les demandes britàniques de lliure comerç i igualtat internacional, que es basaven en el seu concepte d'imperi comercial. Aquest concepte va ser un desafiament radical a l'ordre mundial xinès, que només coneixia un imperi i pobles sotmesos; A la seva arribada a Guangzhou, Lin encara considerava els britànics dependents dels xinesos. No va poder comprendre les implicacions del repte europeu ni superar la debilitat i l'oposició conservadora dels seus contemporanis. Més tard, l'anomenat Moviment d'Autoenfortiment va adoptar part del programa de reforma de Lin. 
Per al sinòleg anglès Herbert Giles, Lin Zexu era "un bon erudit, un funcionari just i misericordiós, i un veritable patriota". Així doncs, se'l recorda com un gran patriota xinès, oposat a l'obertura de la Xina però que creia en la importància de comprendre els estrangers.
Lin Zexu va morir el 22 de novembre de 1850 mentre viatjava a la província de Guangxi, on el govern Qing l'havia enviat per ajudar a sufocar la Rebel·lió dels Taiping.

#### Mausoleu

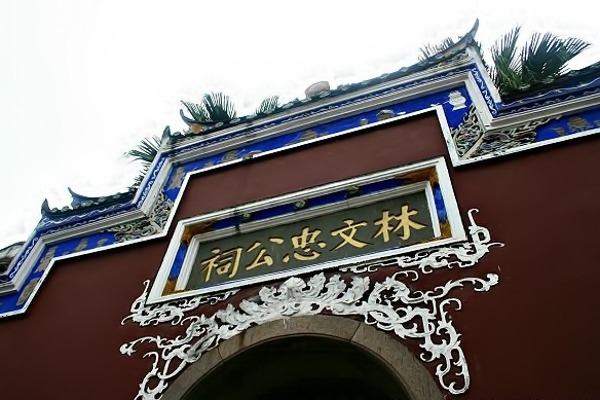
Mausoleu a Fuzhou

El 1982 es va fundar el El Memorial Lin Zexu, situat a Fuzhou, a la província de Fujian. El lloc del memorial, ocupa una superfície de 3.000 metres quadrats, construït on ja hi havia un temple commemoratiu de Lin Zexu edificat el 1905. L'espai de la planta baixa, amb capacitat per a unes 100 persones, s'utilitza com a petit cinema per a projeccions de pel·lícules i documentals en coordinació amb l'exposició, mentre que l'espai de la planta superior s'utilitza com a sala de referència i sala de lectura amb llibres i relíquies històriques recollides obertes al públic per a l'estudi.

#### Pel·lícula
S'han fet diverses pel·lícules  sobre ell, incloent-hi "Lin Zexu" (1959) dirigida per Zheng Junli i protagonitzada per Zhao Dan en el paper de Lin, i "The Opium Wars" (1997) dirigida per Xie Jin i protagonitzada per  Bao Guoan.

#### Novel·la
Lin és un dels personatges de  *"River of Smoke" , la segona novel·la de la trilogia "Ibis" de l'escriptor Amitav Ghosh, que pren les Guerres de l'Opi com a escenari per donar nova llum a una història molt reprimida alhora que ofereix una crítica contemporània de la globalització.La novel·la té lloc entre el 1838 i el 1839, període durant el qual Lin va arribar a Canton.